# Tom Whedon
Thomas Avery „Tom“ Whedon (* 3. August 1932 in New York City, New York; † 23. März 2016) war ein US-amerikanischer Drehbuchautor und Fernsehproduzent.

## Leben und Karriere
Whedon wurde 1932 als Sohn von Louise Carroll Angell und des Drehbuchautors John Whedon geboren.
Er arbeitete unter anderem an Sitcoms wie Benson, Imbiß mit Biß und Golden Girls.
Tom Whedon war zweimal verheiratet, von 1959 bis 1973 mit Ann Lee Jeffries und nach der Scheidung von Jeffries von 1974 bis zu seinem Tod mit Pamela Merriam Webber. Drei seiner fünf Söhne, Jed, Joss und Zack Whedon, sind ebenfalls als Drehbuchautoren tätig.

## Filmografie (Auswahl)
- 1955: Captain Kangaroo (Fernsehserie)
- 1969: The Alan King Show
- 1969: Hey, Cinderella! (Fernsehfilm)
- 1969: The Mike Douglas Christmas Special
- 1969–1970: Music Scene (Fernsehserie)
- 1970–1971: The Dick Cavett Show (Fernsehserie)
- 1971: The Electric Company (Fernsehserie)
- 1974: Andy Williams Presents
- 1974: Out to Lunch (Fernsehfilm)
- 1977: Sag das nochmal Darling (All's Fair, Fernsehserie)
- 1977–1981: Imbiß mit Biß (Alice, Fernsehserie)
- 1980: United States (Fernsehserie)
- 1980–1981: Benson (Fernsehserie)
- 1981: Maggie (Fernsehserie)
- 1982: The Two of Us (Fernsehserie)
- 1984: Suzanne Pleshette Is Maggie Briggs (Fernsehserie)
- 1985–1989: It’s a Living (Fernsehserie)
- 1992: Rachel Gunn, Oberschwester (Rachel Gunn, R.N., Fernsehserie)
- 1989–1992: Golden Girls (The Golden Girls, Fernsehserie)
- 1993: Ein Vater für zwei (The Sinbad Show, Fernsehserie)